# Адамчиха
Адамчиха (пол. Adamczycha) — село в Польщі, у гміні Бараново Остроленцького повіту Мазовецького воєводства.
Населення — 75 осіб (2011).
У 1975-1998 роках село належало до Остроленцького воєводства.

## Демографія
Демографічна структура станом на 31 березня 2011 року:
|          | Загалом | Допрацездатний вік | Працездатний вік | Постпрацездатний вік |
| -------- | ------- | ------------------ | ---------------- | -------------------- |
| Чоловіки | 36      | 8                  | 25               | 3                    |
| Жінки    | 39      | 7                  | 21               | 11                   |
| Разом    | 75      | 15                 | 46               | 14                   |